# Sheila Strike
Sheila Strike, coniugata Bolla e, successivamente, Smith (Vancouver, 2 novembre 1954), è un'ex cestista canadese.

## Carriera
Con il Canada ha disputato i Campionati mondiali del 1975 e i Giochi olimpici di Montréal 1976.